# David McMackon
David McMackon, né le 19 mars 1858 à Markham et mort le 10 décembre 1922 à Angus, est un tireur sportif canadien.

## Carrière
David McMackon participe aux Jeux olympiques de 1908 à Londres où il est médaillé d'argent en fosse olympique par équipes et douzième de l'épreuve individuelle.